# Майтла, Пауль
Пауль Андрес Майтла (эст. Paul Andres Maitla), урождённый Пауль Матьесен, эст. Paul Mathiesen; 27 марта 1913, Кяркна — 10 мая 1945, Нимбург) — эстонский военачальник, оберштурмбаннфюрер СС, один из четырех эстонских кавалеров Рыцарского креста Железного креста нацистской Германии. Награду получил за взятие центрального из холмов Синимяэд (Голубых холмов) во время отражения советского наступления на оборонительную линию «Танненберг».

## Биография

### Довоенные годы
Пауль был младшим из трёх детей в семье: старший брат погиб в войне за независимость, старшая на 8 лет сестра скончалась в Эстонской ССР спустя несколько лет после окончания Великой Отечественной. Пауль учился в начальной школе Сипе с 1921 года, в коммерческой гимназии Тарту с 1927 года и окончил среднюю школу Поэгласте в 1934 году. После окончания сменил фамилию на «Майтла» в рамках господствовавшей политики эстонизации фамилий.
В сентябре 1934 года зачислен в Военное училище, обучался на сапёра. В 1937 году поступил на офицерские курсы и окончил их в августе 1938 года, служил в 3-м пехотном батальоне в Вальге. В 1939 году по случаю Дня независимости произведён в лейтенанты указом Президента Эстонии, служил инструктором государственной самообороны в одной из школ Тарту.

### В годы войны
После присоединения Прибалтики к СССР Майтла был призван в РККА, где служил в 171-м стрелковом батальоне 182-й стрелковой дивизии. В июле 1941 года попал в плен к немцам под Порховым, в ноябре 1941 года был освобождён в обмен на обязательство служить во вспомогательной полиции: он служил в 37-м батальоне шуцманшафта «Дорпат», охраняя немецкие аэродромы. Осенью 1942 года произведён в лейтенанты, в октябре призван в Эстонский легион СС и со 113 добровольцами отправился на учения в Польшу, а затем и на курсы офицеров в Бад-Тольце.
В 1943 году Майтла назначен командиром 3-й роты 1-го батальона 45-го эстонского пехотного полка СС при 3-й эстонской добровольческой бригаде СС. В апреле бригада приняла участие в боях за Невель, 8 декабря того же года Майтла получил Железный крест 2-го класса. 18 декабря женился на Айно Ангерьяс (осенью 1944 года родилась дочь Каи), по причине болезни до февраля 1944 года не служил. В апреле 1944 года произведён в гауптштурмфюреры СС и назначен командиром 1-го батальона 45-го пехотного полка СС при новосформированной 20-й добровольческой пехотной дивизии СС (1-й эстонской). В июле месяце участвовал в боях при Аувере, за остановку наступления советских войск под Синимяэ награждён Железным крестом 1-го класса. 29 июля участвовал в успешной контратаке на рубеже «Танненберг» на Гренадерскую гору, за что 23 августа награждён Рыцарским крестом (к концу боя в его батальоне осталось всего 26 человек).
В августе Майтла присоединился к боевой группе штандартенфюрера СС Пауля Вента, но снова заболел и отправился в госпиталь Тарту. Оттуда эвакуирован в немецкий Брегенц, в январе 1945 года вернулся в личный состав 45-го полка. 20 апреля 1945 произведён в штурмбаннфюреры СС.

### Смерть
Пауль Майтла погиб 10 мая 1945 года в чешском городе Нимбурк (тогда Нимбург). В 2005 году в городском архиве раскрылись обстоятельства смерти: от 400 до 1300 бойцов 20-й дивизии СС попали в плен к чешским партизанам в дни Пражского восстания. Майтла был арестован чехами 9 мая, а на рассвете следующего дня (уже после капитуляции Германии) расстрелян ещё с четырьмя эстонскими легионерами как военный преступник.

## Память
- В 2006 году военные дневники Пауля Майтла были экранизированы: Раймо Йыэранд снял фильм «Голубые холмы[англ.]». Главную роль сыграл Таави Тепленков, рассказчиком выступил Маит Мальмстен.
- 30 марта 2013 года в малом зале Эстонской национальной библиотеки в Таллине прошли памятные мероприятия, посвящённые 100-летию со дня рождения Майтла. Министр обороны Эстонии Урмас Рейнсалу процитировал в приветственном письме строки из дневника Майтла, датированные 26 февраля 1943 года, и выразил надежду на то, что останки Майтла будут перезахоронены в Эстонии[7].

Каждый ребёнок учит в школе историю, учит историю нашего народа, однако, вырастая, забывает, что вся история нас, эстонцев состоит лишь из борьбы за своё существование, борьбы против сильных и больших соседей. Ни у одного другого народа история не проходила таким образом, никто так много не сражался из поколение в поколение и не переживал нищету, как именно мы, эстонцы.
Когда устами Пеару Тамсааре говорит на Варгамяэ, что это действительно сильный род, то это сказано про всех эстонцев, что это действительно сильный род на берегу Балтийского моря. Мы будем бороться до тех пор, пока не вернём утраченную свободу и будем защищать её до последнего воина. Такими являются эстонцы!

Некоторые журналисты и блогеры осудили организаторов мероприятия за неприкрытое восхваление нацизма в публичных выступлениях.